# Fritz Morf
Fritz Morf (* 29. Januar 1928 in Zürich; † 25. Juni 2011) war ein Schweizer Fussballspieler.

## Karriere

### Vereine
Morf spielte 17-jährig seine erste Saison im Seniorenbereich für den SC Burgdorf in einer der unterklassigen Ligen der Schweiz. Mit einem Vereinswechsel kam er dann in der höchsten Spielklasse, der Nationalliga A, zum Einsatz. Von 1952 bis 1963 spielte er für den  FC Grenchen, einzig die Saison 1956/57 in der Nationalliga B, in der er mit seinem Verein abstiegsbedingt vertreten war. Der am 19. April 1959 im Stadion Wankdorf mit 1:0 gegen Servette Genf errungene Vereinspokal war sein einziger Titel in seiner Spielerkarriere. Danach liess er seine Spielerkarriere mit der Saison 1963/64 dort ausklingen, wo sie einst begonnen hatte, beim SC Burgdorf.

### Nationalmannschaft
Morf bestritt in einem Zeitraum von fünf Jahren sieben Länderspiele für die Schweizer Nationalmannschaft, zwei davon in Freundschaft. Er debütierte am 10. März 1957 in Madrid beim 2:2-Unentschieden gegen die Nationalmannschaft Spaniens im ersten Spiel der WM-Qualifikationsgruppe 9. Seinen letzten Einsatz als Nationalspieler hatte er am 30. Mai 1962 in Santiago de Chile bei der 1:3-Niederlage gegen die Nationalmannschaft Chiles im ersten Spiel der Gruppe B im WM-Turnier, nachdem er zuvor auch das letzte Spiel der WM-Qualifikationsgruppe 1 und das notwendig gewordene Entscheidungsspiel gegen die Nationalmannschaft Schwedens bestritten hatte. Die beiden Freundschaftsländerspiele wurden am 14. April 1957 im Praterstadion mit 0:4 gegen die Nationalmannschaft Österreichs und am 25. Oktober 1959 im  Népstadion mit 0:8 gegen die Nationalmannschaft Ungarns verloren.

## Erfolge
- Schweizer Cupsieger 1959